# 폭스어
폭스어(Fox) 또는 메스콰키어(Mesquakie, Meskwaki)는 메스콰키족, 소크족, 키카푸족이 사용하는 알곤킨 계통의 언어이다. 오늘날에는 1천여 명의 화자가 남아 있으며, 미국 중서부와 멕시코 북부에 주로 분포한다.

## 방언
크게 3개의 방언, 곧 폭스족(메스콰키족), 소크족, 키카푸족의 방언으로 구분된다. 종종 이들을 폭스어, 소크어, 키카푸어라는 별개 언어로 보기도 한다. 사멸한 마스코우텐의 언어도 폭스어 계통의 한 방언이었을 가능성이 높으나, 문헌 증거는 거의 없다.

## 같이 보기
- 사크 앤 폭스 네이션(Sac and Fox Nation)
- 소크어
- 키카푸어
- 키카푸 휘파람 언어